# 熊釗
熊钊（1321年—1403年），字伯幾，号虞亭。南昌人。
早年從虞集學習。至正年間以鄉薦擔任崇仁学官，至正十一年（1351年），紅巾義軍起兵，徐寿辉遣大将邹普胜攻围龙兴，熊釗率鄉兵固守北山，擊退之。以功授南昌主簿，累迁临江路知事、江西等处儒学副提举。洪武年间，荐入校书会同馆。永乐元年卒。著有《学庸私录》、《论孟类编》、《春秋启钥》、《杜子美诗注》及《虞亭文集》若干卷。